# Alumni

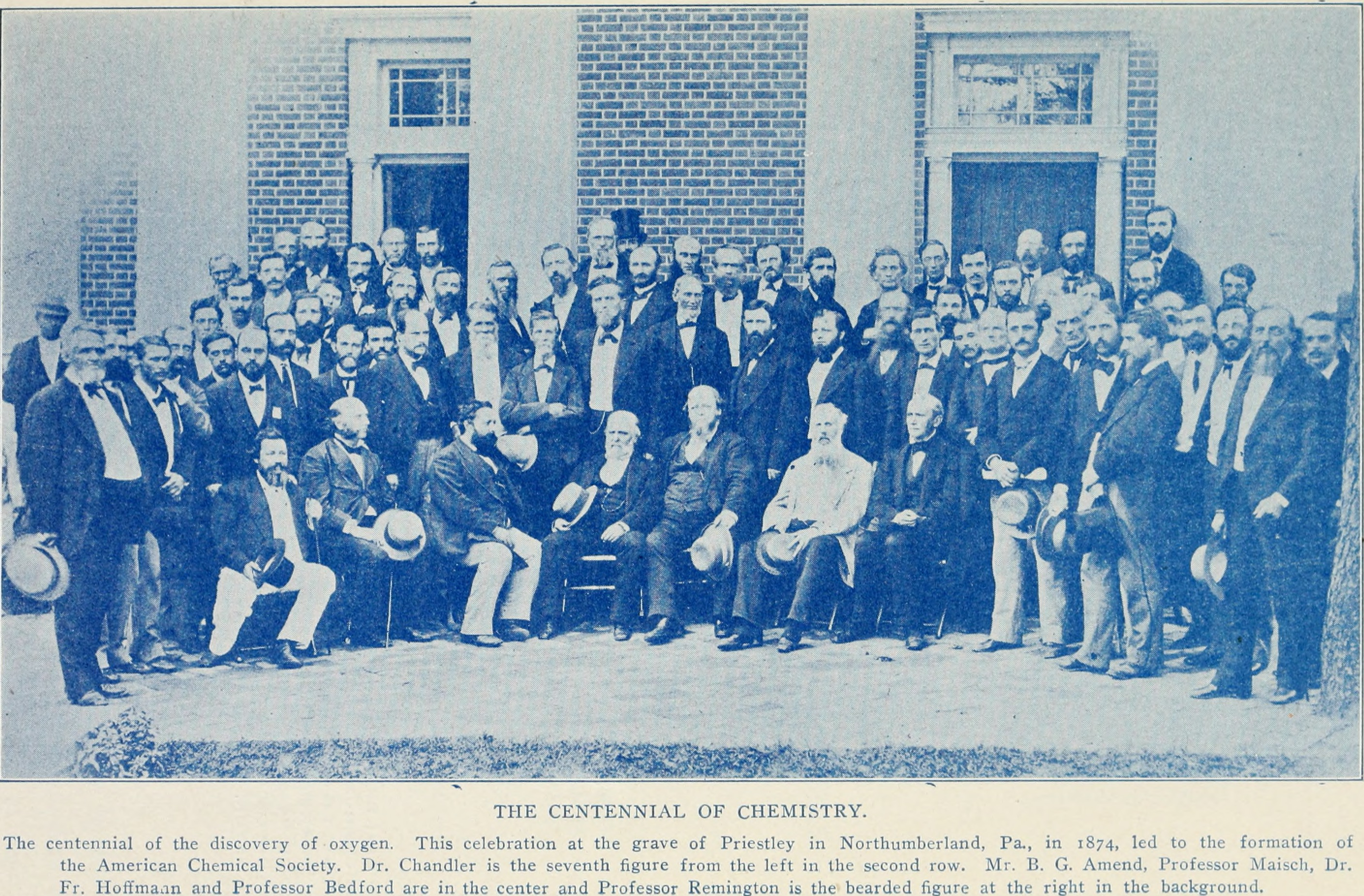
Egykori diákok találkozója (1913)

Az alumni egy bizonyos nevelési intézményben (középiskola, főiskola, egyetem) korábban tanult vagy végzett hallgatókat jelöl. (Magyarul talán az „öregdiák” vagy az „ifi” kifejezés közelíti meg leginkább.)
Az egyszerűség kedvéért általában a többes számú „alumni” kifejezést használják, ami jelenti a fiú-, lány- és vegyes (koedukált) iskolák volt diákjait.
Az alumni-összejövetelek, -találkozók népszerű események sok oktatási intézményben.

## Fordítás
Ez a szócikk részben vagy egészben  az   Alumnus című angol Wikipédia-szócikk ezen változatának fordításán alapul.  Az eredeti cikk szerkesztőit annak laptörténete sorolja fel. Ez a jelzés csupán a megfogalmazás eredetét és a szerzői jogokat jelzi, nem szolgál a cikkben szereplő információk forrásmegjelöléseként.